# Neunkirchen, Baden-Württemberg
Neunkirchen (tiếng Đức: [ˈnɔɪ̯nˌkɪʁçn̩] ⓘ) là một thị xã thuộc huyện Neckar-Odenwald-Kreis, bang Baden-Württemberg, Đức. Nơi đây nằm gần với xã Mosbach.

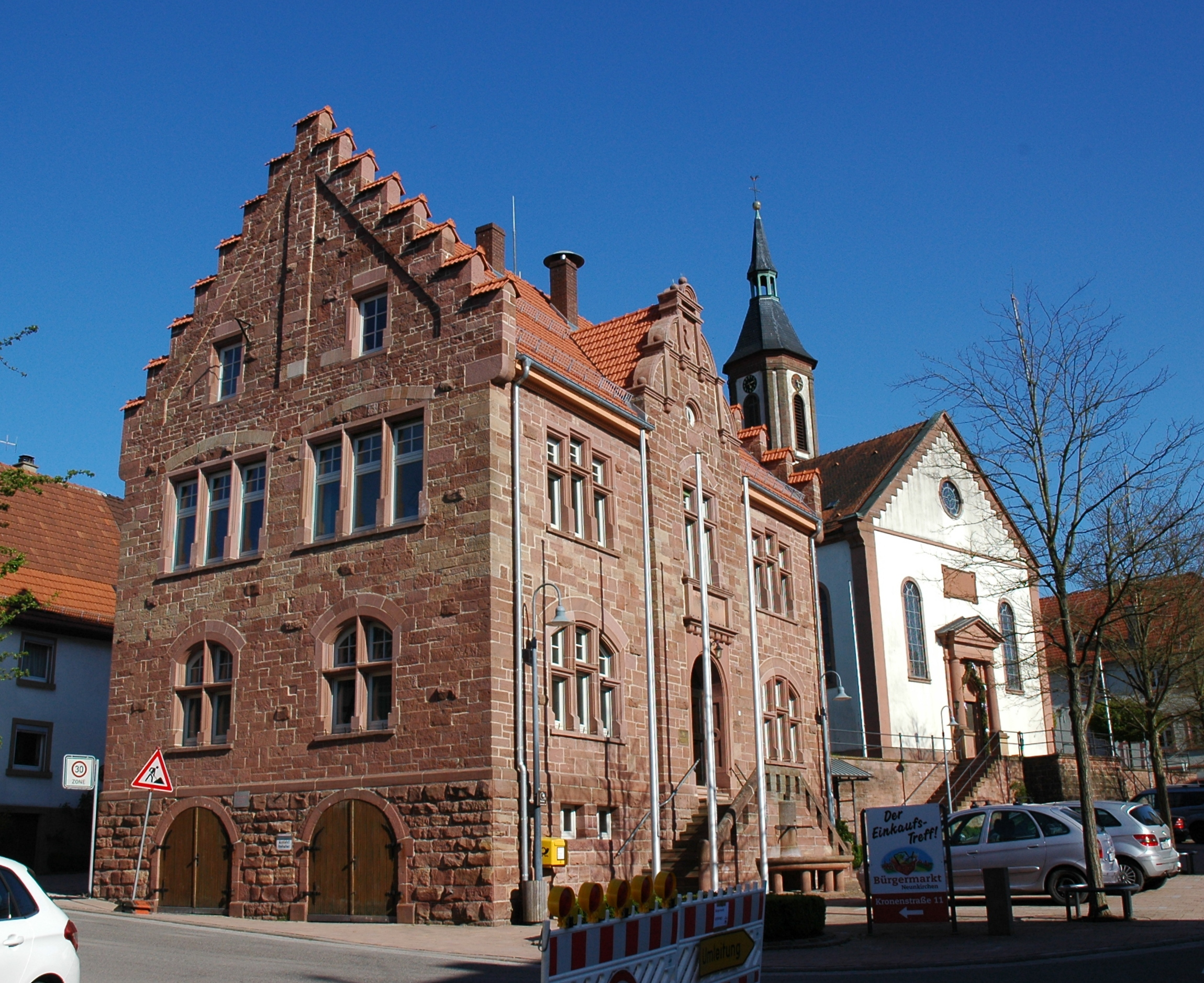
Tòa thị chính Neunkirchen và nhà thờ Tin Lành